# Zé Ramalho da Paraíba
Zé Ramalho da Paraíba é uma coletânea de raridades do cantor brasileiro Zé Ramalho, lançado em 2008. A maioria das faixas foi gravada ao vivo, numa época em que elas (e o próprio Zé Ramalho) ainda eram desconhecidas. Avôhai, uma homenagem ao avô do cantor, foi cantada apenas três dias após sua morte (como dito no começo da faixa), mas só se tornou um hit anos depois.

## Faixas
1. Táxi-lunar - 5:26 (Zé Ramalho, Alceu Valença, Geraldo Azevedo)
2. Jacarepaguá blues - 8:34
3. O autor da natureza - 4:39
4. Brejo do Cruz - 5:02
5. Puxa-puxa - 2:14
6. Luciela - 7:09
7. Paraíba hospitaleira - 2:26
8. Terremotos - 3:32
9. Falido transatlântico - 3:59 (Marcus Vinícius)
10. A árvore - 6:23
11. A peleja de Apolo e Pan - 3:59
12. O astronauta - 6:54
13. Meninas de Albarã - 3:10
14. Aboio Eletrônico - 4:27
15. O sobrevivente - 4:54
16. Jardim das Acácias - 8:53
17. Avôhai - 10:03
18. Adeus segunda-feira cinzenta - 9:11
19. A dança das borboletas - 10:37 (Zé Ramalho, Alceu Valença)
20. O Monte Olímpia - 7:40
21. Admirável Gado Novo - 6:03

Todas as músicas por Zé Ramalho, exceto onde especificado.

## Músicos
- Zé Ramalho - Vocais, guitarra rítmica nas faixas 1 to 8, violão nas faixas 9, 10, 11, 12, 13, 14, 15, 18, 19, guitarra solo nas faixas 20, 21
- Josué - Guitarra nas faixas 1 to 8
- Wallace - Baixo elétrico nas faixas 1 to 8
- Hugo Leão - Baixo elétrico nas faixas 9, 10, 11, 12, 13, 14 órgão nas faixas 9, 10, 11, 12, 13, 14 vocal de apoio nas faixas 9, 10, 11, 12, 13, 14, teclado na faixa 20
- Baby - Baixo elétrico na faixa 20
- Paulo Batera - Bateria nas faixas 1 to 8, 20
- Irapuan - Bateria nas faixas 9, 10, 11, 12, 13, 14
- Jarbas Mariz - Percussão nas faixas 1 to 8, viola nas faixas 20, vocal de apoio nas faixas 20
- Edmilson - Percussão e vocal de apoio nas faixas 9, 11, 12, 13, 14
- Walmir - Percussão e vocal de apoio nas faixas 9, 11, 12, 13, 14